# Rugby-Union-Regeln
Die Spielregeln von Rugby Union, einer Sportart der Rugby-Familie, werden vom Verband World Rugby festgelegt. Von kleinen Anpassungen abgesehen gelten sie auch für die davon abgeleitete Variante Siebener-Rugby. Sie werden von einem Schiedsrichter und zwei Schiedsrichterassistenten durchgesetzt.
Das übergeordnete Ziel ist es mehr Punkte zu erzielen als der Gegner, wofür es mehrere Möglichkeiten gibt: Ein Versuch (try) – das kontrollierte Ablegen des Rugbyballs im gegnerischen Malfeld  – bringt fünf Punkte, eine daraufhin durchgeführte Erhöhung (conversion) zwei Punkte, ein nach bestimmten Regelverletzungen gewährter Straftritt (penalty) drei Punkte und ein aus dem Spiel heraus erzieltes Dropgoal ebenfalls drei Punkte.
Das Spiel wird auf einem etwa 70 × 100 Meter großen Rasenplatz von zwei Mannschaften mit je 15 Spielern ausgetragen. An jedem Ende des Feldes befinden sich die Malstangen und das Malfeld. Die Spiele dauern achtzig Minuten und sind in zwei Hälften von je vierzig Minuten unterteilt; zur Halbzeit werden die Seiten getauscht.
Jede Mannschaft verteidigt eine Seite und versucht zu punkten. Nach einem erfolgreichen Antritt ist der Ball im allgemeinen Spiel und kann von jedem Spieler gepasst, gekickt, gefangen, aufgenommen oder auf den Boden gelegt werden. Der Ball kann in jede Richtung gekickt werden, darf aber nur rückwärts oder seitwärts geworfen werden; das Vorwärtspassen ist verboten. Die Spieler versuchen, den ballführenden Gegner am Laufen zu hindern, indem sie ihn mit Tacklings angreifen. Dabei bilden sich häufig Pakete (mauls) und offene Gedränge (rucks). Nach kleineren Verstößen wird das Spiel mit einem Gedränge (scrum) wiederaufgenommen. Gerät der Ball ins Seitenaus, wird er mittels einer Gasse (line-out) eingeworfen.

## Spielfeld

Diagramm eines Rugby-Spielfelds mit Markierungen und Entfernungen (in Metern)

Rugby Union wird auf einem Spielfeld gespielt, das üblicherweise einen Rasenbelag hat. Die Regeln erlauben die Verwendung von Kunstrasen, Lehm, Sand oder Schnee, nicht aber von dauerhaft harten Oberflächen wie Asphalt oder Beton. Sie besagen nicht, dass das Spielfeld flach oder eben sein muss, sondern lediglich, dass die Oberfläche sicher zu bespielen sein muss. Wenn eine der beiden Mannschaften das Gefühl hat, dass das Spielfeld unsicher ist, muss der Schiedsrichter versuchen, das Problem zu lösen und darf das Spiel nicht beginnen, wenn ein Teil des Bodens als gefährlich angesehen wird (beispielsweise Vereisung).
Die Spielanlage (playing enclosure) besteht aus der eigentlichen Spielfläche (field of play), den an beiden Enden anschließenden Malfeldern (in-goal) sowie dem Perimeterbereich (perimeter area). Spielfläche und Malfelder zusammen ergeben das Spielfeld (playing area). Eine typische Spielfläche ist im Erwachsenen-Rugby 100 m lang und 70 m breit. Je nach den spezifischen Anforderungen des jeweiligen Geländes kann die Länge auch nur 94 m und die Breite nur 68 m betragen. Durch diese Flexibilität ist es beispielsweise möglich, auch Stadien zu nutzen, in denen üblicherweise Fußball oder Rugby League gespielt wird.

### Linien
Die Spielfläche wird durch eine durchgezogene Mittellinie (halfway line) geteilt, die senkrecht zu den Seitenauslinien (touch lines) gezogen wird. Eine 50 cm lange Linie wird senkrecht zur Mittellinie gezogen und kennzeichnet den Bereich, in dem die Abstöße ausgeführt werden. Die Bereiche zwischen der Mallinie (goal line) und der Mittellinie werden als Hälften bezeichnet. Außerdem werden zwei durchgezogene Linien senkrecht zu den Seitenauslinien gezogen, die 22 Meter von jedem Ende des Spielfelds entfernt sind und als 22-Meter-Linien bezeichnet werden. An beiden Enden des Spielfläche befindet sich ein Bereich, der von den Seitenauslinien, der Mallinie und der 22-Meter-Linie begrenzt wird, diese aber nicht einschließt.
In beiden Hälften werden zusätzliche unterbrochene Linien von fünf Metern Länge gezogen, die jeweils einen bestimmten Zweck erfüllen:
- 10-Meter-Linien: Gestrichelte Linien zehn Meter beidseits der Mittellinie und parallel zu dieser geben die Mindestentfernung an, die eine Mannschaft zwischen sich und der anderen, die einen Abstoß ausführt, einhalten muss.[4]
- 5-Meter-Linien: Gestrichelte Linien, die fünf Meter ins Spielfeld hineinreichen und parallel zur Mallinie verlaufen. Ein Gedränge darf nicht näher als bis zu einer solchen Linie in Richtung Mallinie heranrücken.[5]
- 15-Meter-Linien: Gestrichelte Linien 15 Meter beidseits der Mittellinie und parallel zu dieser kennzeichnen zusammen mit den 5-Meter-Linien jenen Bereich, in dem sich die Spieler beim Ausführen einer Gasse aufstellen müssen.[6]
- Zusätzlich wird der Bereich zwischen den beiden senkrechten 5-Meter-Linien (d. h. fünf Meter von jeder Seitenlinie und fünf Meter von jeder Mallinie) als Gedrängezone (scrum zone) bezeichnet. Wenn eine strafwürdige Aktion außerhalb dieser Zone geschieht und die nicht regelverletzende Mannschaft ein Gedränge durchführen möchte, ordnet der Schiedsrichter eine Verschiebung des Gedränges in die Zone an.[1][7]

Anders als im Fußball, wo Werbung auf dem Spielfeld streng verboten ist, ist es gestattet, Sponsorenlogos auf den Rasen zu malen, was die Vereine, Profiligen und Turniere als zusätzliche Möglichkeit für Werbeeinnahmen nutzen. Immer häufiger kommt bei Fernsehübertragungen auch die Augmented-Reality-Technologie als Ersatz für die Bemalung zum Einsatz, um den Rasenbelag zu schonen, um die Kosten für die Bemalung zu sparen oder um Farbflecken auf den Trikots und der Haut der Spieler zu vermeiden.

### Malfeld und Perimeterbereich
Die Malfelder befinden sich hinter den Mallinien und entsprechen den Endzonen im American Football. Sie müssen zwischen 6 und 22 m tief sein und die gesamte Breite der Spielfläche abdecken. Ein Ball, den ein angreifender Spieler in diesem Bereich kontrolliert ablegt, wird als Versuch gewertet, es sei denn, es liegt ein vorheriger Regelverstoß vor oder der Spieler hat die Spielfläche verlassen, während er in Ballbesitz war.
Der Perimeterbereich, der die Spielfläche und die Malfelder umgibt, gilt als Aus (touch). Wenn der Ball oder ein Spieler das Seitenaus berührt, wird dem Gegner an jener Stelle entlang der Seitenauslinie, an der er das Spielfeld verlassen hat, eine Gasse zugesprochen. Eine Ausnahme besteht, wenn der Ball zuerst nicht von der Spielfläche abprallte, bevor er ins Seitenaus ging. In diesem Fall findet die Gasse zwar ebenfalls an der Seitenauslinie statt, aber parallel zu jener Stelle, wo der Ball gekickt wurde. Der Perimeterbereich sollte mindestens fünf Meter von der Spielfläche entfernt frei von Hindernissen und schweren, festen Gegenständen sein, die eine Gefahr für die Spieler darstellen könnten.

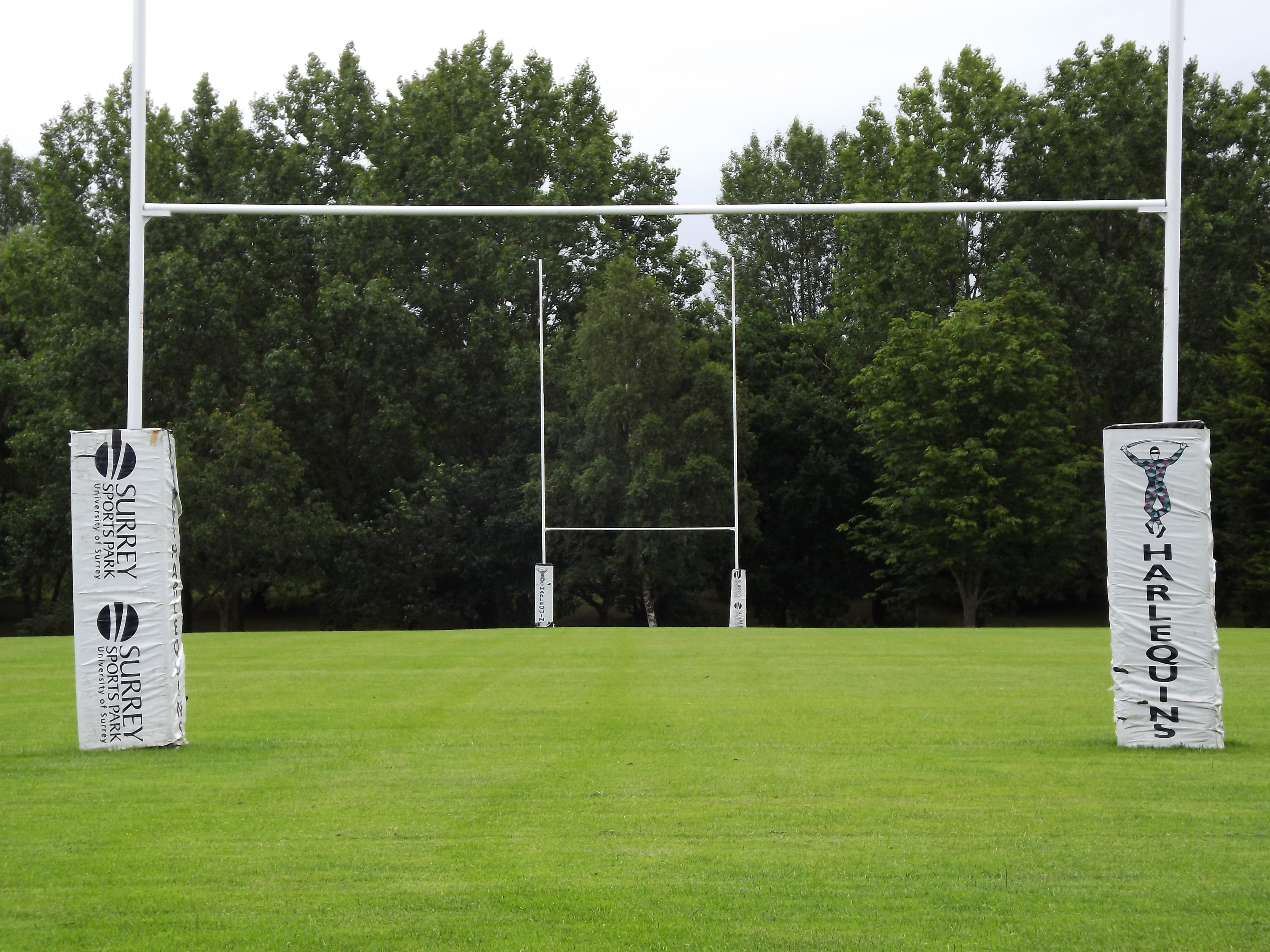
Malstangen mit Polsterung

Im Perimeterbereich stehen ausschließlich 14 Kunststoffpfosten mit einer Mindesthöhe von 1,2 m. Sie markieren die Schnittpunkte bestimmter Linien oder andere festgelegte Entfernungen. Die Pfosten (manchmal mit einer Fahne obenauf) stehen auf einem gefederten oder anderweitig weichen Sockel und sind mit Schaumstoff gepolstert.

### Malstangen
Die Malstangen sind H-förmig angeordnet und befinden sich in der Mitte der Mallinien an beiden Enden der Spielfläche. Sie umfassen zwei senkrechte Pfosten, die aus Stahl oder einem anderen Metall, manchmal aber auch aus Holz oder Kunststoff gefertigt sind, einen Abstand von 5,6 m zueinander haben und durch eine waagrechte Querlatte drei Meter über dem Boden verbunden sind. Die Mindesthöhe der Pfosten beträgt 3,4 m (wobei deutlich höhere üblich sind). Die unteren Enden der Pfosten sind oft mit speziell angefertigten Polstern versehen, um die Spieler vor Verletzungen zu schützen, wenn sie mit den Pfosten in Berührung kommen.

## Erzielen von Punkten
Punkte können durch einen Versuch (try), eine anschließende Erhöhung (conversion), einen Straftritt (penalty kick) oder ein Dropgoal erzielt werden. Die dabei erhaltene Anzahl Punkte wurde im Laufe der Jahrzehnte mehrmals geändert (siehe unten). Nachdem eine Mannschaft Punkte erzielt hat, wird das Spiel von der gegnerischen Mannschaft durch einen Wiederantritt fortgesetzt.

### Versuch und Erhöhung

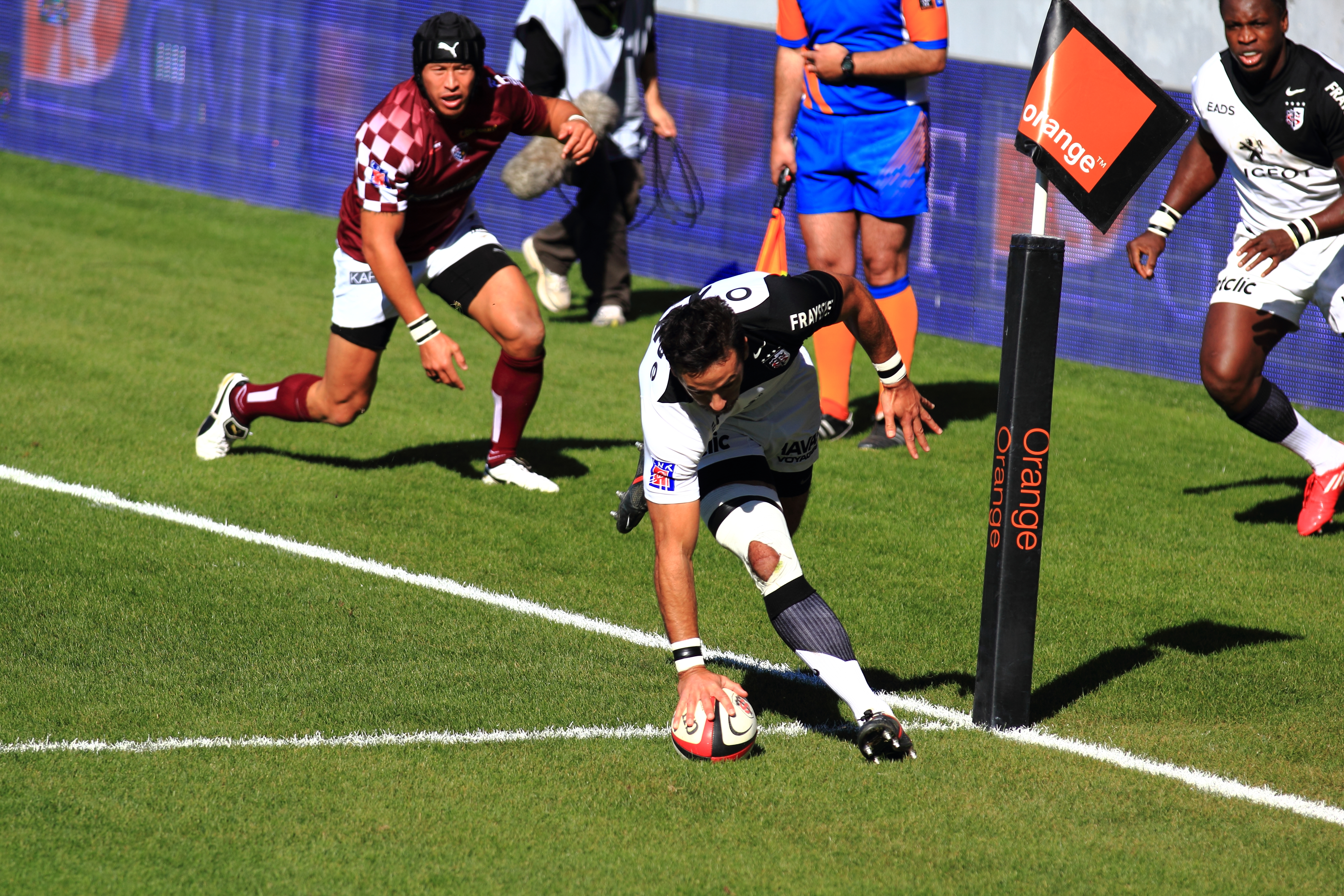
Ein Spieler erzielt einen Versuch

Ein Versuch, der fünf Punkte wert ist, wird erzielt, wenn der Ball im Malfeld (in-goal) kontrolliert den Boden berührt. Beim Malfeld handelt es sich um den Bereich zwischen der gegnerischen Mallinie (goal line) und der Malfeldauslinie (dead-ball line). Ein Spieler kann einen Versuch erzielen, indem er den Ball ins Malfeld trägt und ihn auf dem Boden ablegt, während er ihn festhält. Es ist kein Druck nach unten erforderlich, aber der Spieler muss den Ball mit mindestens einer Hand oder mindestens einem Arm festhalten. Wenn der Ball im gegnerischen Malfeld landet, in der Regel als Folge eines Abstoßes oder eines Ballverlusts des Gegners, kann ein Spieler einen Versuch erzielen, indem er mit den Händen, den Armen oder der Körpervorderseite Druck nach unten ausübt. Befindet sich der Spieler in dieser Situation außerhalb des Spielfelds, wenn er den Ball berührt, wird trotzdem ein Versuch gewertet. Die Mallinie ist Bestandteil des Malfelds, die Malfeldendauslinie und die Malfeldseitenauslinien jedoch nicht. Legt ein Spieler den Ball im eigenen Malfeld ab, wird er „tot gemacht“ (neutralisiert) und die gegnerische Mannschaft erhält keine Punkte.
Wenn der Ball die Malfeldauslinie oder die Seitenlinien des Malfelds berührt, gilt er als „tot“ (aus dem Spiel) und ein Versuch kann nicht erzielt werden. Wenn eine Mannschaft ein Gedränge in der Nähe der Mallinie erhält, kann sie versuchen, den Gegner zurück in sein eigenes Malfeld zu drängen. Wird der Ball im Gedränge gehalten, kann ein Spieler auf ihn springen, sobald er die Mallinie überquert, und so einen Versuch erzielen. Falls eine Mannschaft einen Regelverstoß begeht und dadurch ein Versuch verhindert wird, kann der Schiedsrichter einen Strafversuch geben. Dieser wird zwischen den Malstangen gegeben, unabhängig davon, wo der Verstoß stattgefunden hat. Seit 2017 werden Strafversuche automatisch mit sieben Punkten gewertet, so dass keine Erhöhung mehr durchgeführt werden muss.
Die Mannschaft, die den Versuch erzielt hat, hat das Recht, eine Erhöhung durchzuführen. Dabei handelt es sich um einen Tritt auf die Malstangen. Der Ball muss die Querlatte zwischen den beiden Malstangen überqueren. Der Kick erfolgt parallel zur Seitenauslinie von einem beliebigen Punkt im Spielfeld aus, der auf der Höhe jener Stelle liegt, wo der Versuch gelegt wurde. Dies kann entweder durch einen platzierten Kick oder per Dropkick erfolgen, wobei der ausführende Spieler 90 Sekunden dafür Zeit hat. Ist die Erhöhung erfolgreich, erhält die Mannschaft zwei Punkte zugeschrieben. Die Gegner müssen hinter ihrer Mallinie stehen. Wenn der Kicker sich mit der Absicht, den Ball zu schießen, nach vorne bewegt, dürfen sie auf diesen zulaufen, um zu versuchen, den Ball zu erobern oder den Kicker aufzuhalten. Sie dürfen dabei nicht schreien, aber wenn der Ball umfällt, nachdem der Kicker seine Annäherung begonnen hat, können sie mit dem Angriff fortfahren.

### Straftritte und Dropgoals

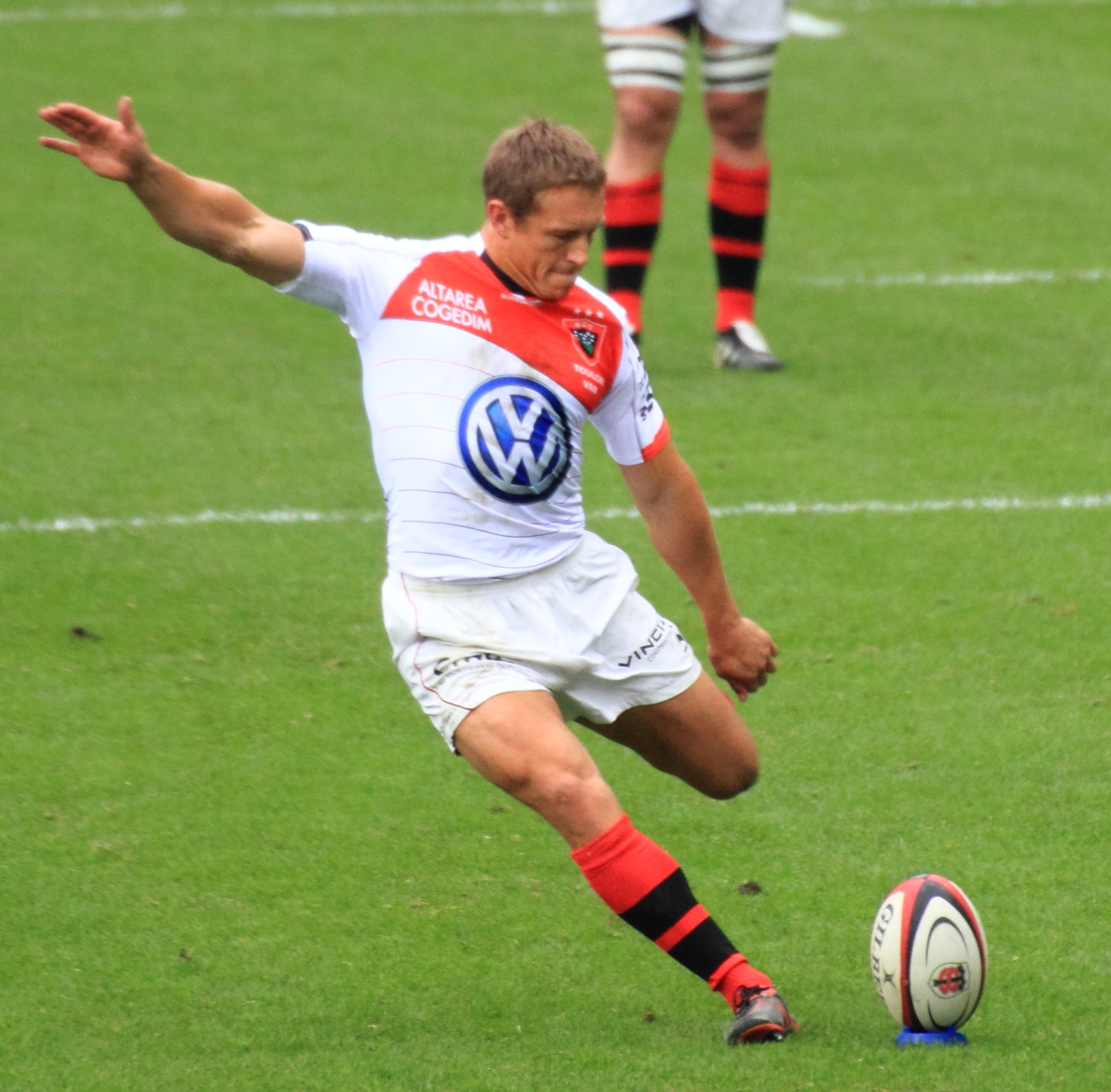
Ausführen eines Straftritts

Erfolgreiche Straftritte und Dropgoals bringen drei Punkte ein. Im Gegensatz zur Erhöhung muss der Straftritt innerhalb von 60 Sekunden ab dem Zeitpunkt ausgeführt werden, an dem die Mannschaft ihre Absicht dazu kundgetan hat. Der Straftritt muss zwingend mit einem platzierten Kick ausgeführt werden. Die gegnerische Mannschaft muss sich zehn Meter zurückziehen (oder bis zur eigenen Mallinie, wenn diese näher ist) und darf dabei den Kicker nicht behindern oder stören. Zeigt der Spieler nicht an, dass er einen Schuss auf die Malstangen ausführen will, und erzielt er dann Punkte aus einem Dropkick, werden die Punkte dennoch anerkannt.
Die begünstigte Mannschaft hat bei einem Straftritt auch die Möglichkeit, den Ball ins Seitenaus zu kicken, um einen Raumgewinn zu erzielen. Sie darf in diesem Fall das Spiel mit einer eigenen Gasse fortsetzen. Soll der Ball platziert zwischen die Malstangen gekickt werden, wird er leicht schräg auf ein Plastikhütchen (tee) gesetzt, um ihn stabil zu halten.

### Änderungen am Wertungssystem
Das im Rugby verwendete Punktesystem änderte sich im Laufe der Jahre mehrfach. Ursprünglich ermöglichte das Erzielen eines touchdowns der Mannschaft den „Versuch“ (try) eines Schusses auf die Malstangen. Vor 1890 wurden Spiele durch die Anzahl Tore entschieden. Ein Tor wurde durch eine erfolgreiche Erhöhung nach einem Versuch, ein Dropgoal oder ein goal from mark erzielt. Bei einem Unentschieden zählten zusätzlich die nicht verwandelten Versuche, um einen Sieger zu ermitteln. Dieses System führte dazu, dass die Ergebnisse eher dem Fußball ähnelten und weitaus mehr Spiele unentschieden ausgingen, als dies heute der Fall ist. Eine der ersten Aufgaben des 1886 gegründeten International Rugby Board (IRB) war die Einführung eines einheitlichen Punktesystems. Damals gab es einen Punkt für einen Versuch, zwei Punkte für eine erfolgreiche Erhöhung und drei Punkte für ein Dropgoal oder einen Straftritt. Die meisten nachfolgenden Änderungen betrafen die Aufwertung von Versuchen im Vergleich zu den Erhöhungen, um einen offensiven Spielstil zu fördern. Ein Field Goal galt bis zum Verbot durch die Rugby Football Union und den IRB im Jahr 1905 mit einem Wert von 4 Punkten als gültige Methode zum Erzielen von Punkten.
| Jahr       | Versuch                                                                                                 | Erhöhung | Straftritt | Dropgoal | Goal from mark | Anmerkung |
| ---------- | --- | -------- | ---------- | -------- | -------------- | --- |
| 1871–1875  | – | 1 Tor    | 1 Tor      | 1 Tor    | –              | RFU-Punktesysteme vor der Gründung des International Rugby Board                                                                    |
| 1871–1875  | Spiel durch größere Anzahl Tore entschieden                                                             |          |            |          |                | RFU-Punktesysteme vor der Gründung des International Rugby Board                                                                    |
| 1876–1885  | 1 Versuch                                                                                               | 1 Tor    | 1 Tor      | 1 Tor    | –              | RFU-Punktesysteme vor der Gründung des International Rugby Board                                                                    |
| 1876–1885  | Spiel durch größere Anzahl Tore entschieden, oder bei gleich vielen Toren durch die Anzahl der Versuche |          |            |          |                | RFU-Punktesysteme vor der Gründung des International Rugby Board                                                                    |
| 1886–1891  | 1 Punkt                                                                                                 | 2 Punkte | 3 Punkte   | 3 Punkte | –              | Punktesysteme nach der Übernahme der Verantwortung für die Regelfestsetzung durch den International Rugby Board (heute World Rugby) |
| 1891–1894  | 2 Punkte                                                                                                | 3 Punkte | 3 Punkte   | 4 Punkte | 4 Punkte       | Punktesysteme nach der Übernahme der Verantwortung für die Regelfestsetzung durch den International Rugby Board (heute World Rugby) |
| 1894–1904  | 3 Punkte                                                                                                | 2 Punkte | 3 Punkte   | 4 Punkte | 4 Punkte       | Punktesysteme nach der Übernahme der Verantwortung für die Regelfestsetzung durch den International Rugby Board (heute World Rugby) |
| 1905–1947  | 3 Punkte                                                                                                | 2 Punkte | 3 Punkte   | 4 Punkte | 3 Punkte       | Punktesysteme nach der Übernahme der Verantwortung für die Regelfestsetzung durch den International Rugby Board (heute World Rugby) |
| 1948–1970  | 3 Punkte                                                                                                | 2 Punkte | 3 Punkte   | 3 Punkte | 3 Punkte       | Punktesysteme nach der Übernahme der Verantwortung für die Regelfestsetzung durch den International Rugby Board (heute World Rugby) |
| 1971–1977  | 4 Punkte                                                                                                | 2 Punkte | 3 Punkte   | 3 Punkte | 3 Punkte       | Punktesysteme nach der Übernahme der Verantwortung für die Regelfestsetzung durch den International Rugby Board (heute World Rugby) |
| 1977–1991  | 4 Punkte                                                                                                | 2 Punkte | 3 Punkte   | 3 Punkte | –              | Punktesysteme nach der Übernahme der Verantwortung für die Regelfestsetzung durch den International Rugby Board (heute World Rugby) |
| 1992–heute | 5 Punkte                                                                                                | 2 Punkte | 3 Punkte   | 3 Punkte | –              | Punktesysteme nach der Übernahme der Verantwortung für die Regelfestsetzung durch den International Rugby Board (heute World Rugby) |

## Spielstruktur

### Spieldauer
Die Spiele sind in zwei 40 Minuten dauernde Halbzeiten unterteilt, mit einer Pause von 10 Minuten dazwischen. Nach der Halbzeitpause wechseln die Mannschaften die Seiten. Unterbrechungen zur Pflege von Verletzungen oder um dem Schiedsrichter die Möglichkeit zu geben, disziplinarische Maßnahmen zu ergreifen, zählen nicht zur Spielzeit, so dass die verstrichene Zeit in der Regel mehr als 80 Minuten beträgt. Läuft die Zeit ab, während der Ball noch im Spiel ist, wird das Spiel so lange fortgesetzt, bis der Ball „tot“ ist (d. h. es kommt zu einer Situation, bei der ein Spielzug ansonsten neu angesetzt würde). Dies geschieht durch das Erzielen von Punkten, einen technischen Fehler oder durch das absichtliche Kicken des Balls in Aus. Erst dann pfeift der Schiedsrichter die Halbzeit oder die reguläre Spielzeit ab. Gibt der Schiedsrichter jedoch einen Straf- oder Freitritt, wird das Spiel fortgesetzt.

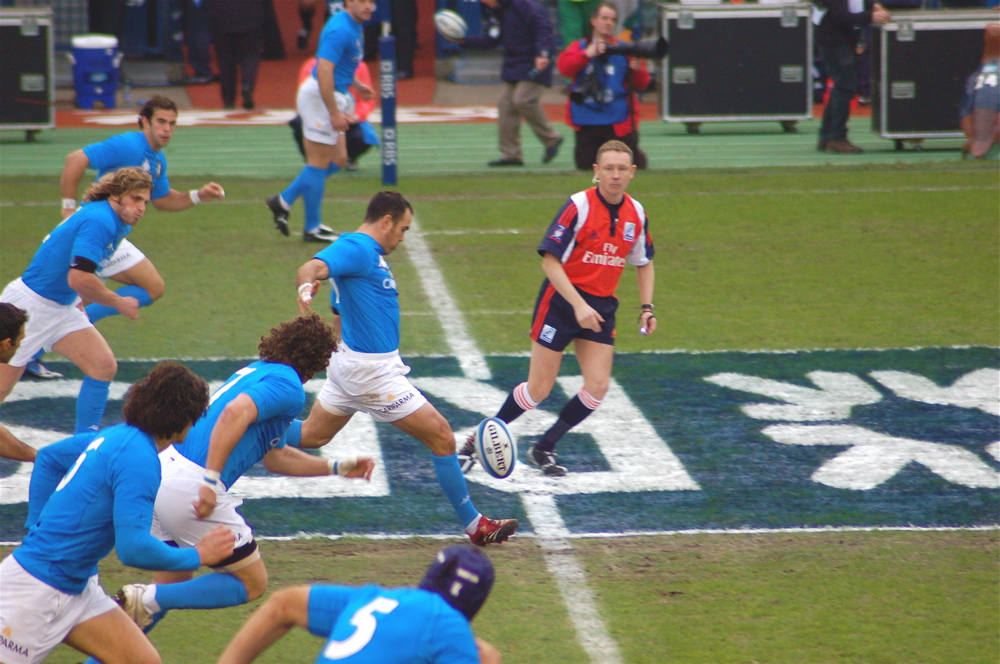
Die Spieler müssen beim Abstoß hinter dem Ball sein

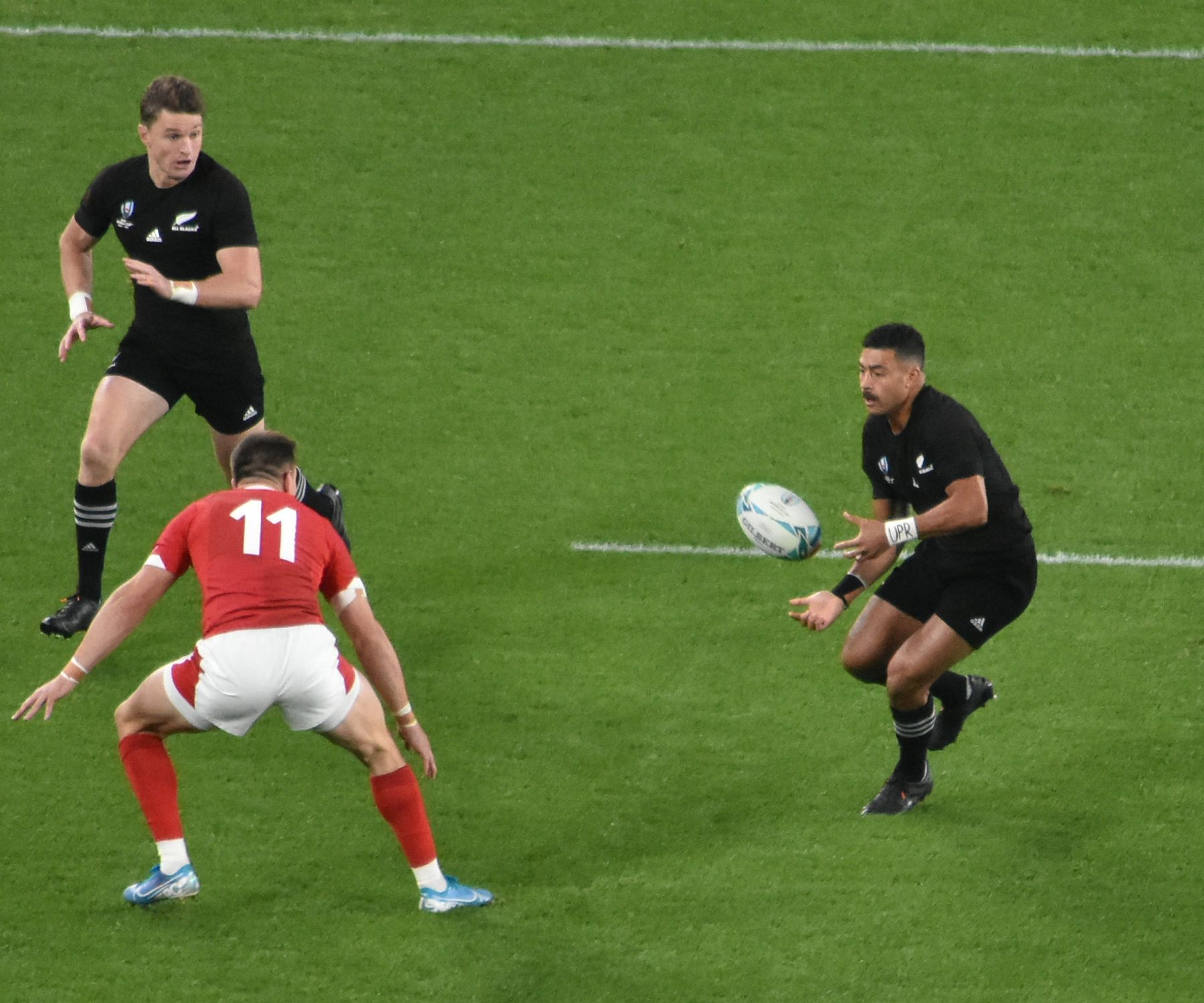
Passspiel

In den K.-o.-Phasen verschiedener Wettbewerbe werden zwei Verlängerungen von je zehn Minuten gespielt (mit einer Pause von fünf Minuten dazwischen), falls das Ergebnis nach der vollen Spieldauer unentschieden ist. Steht es nach 100 Minuten noch immer unentschieden, sehen die Regeln eine 20-minütige Verlängerung mit Sudden Death vor. Werden in der Verlängerung keine Punkte erzielt, wird der Sieger durch ein Straftrittschießen ermittelt.

### Spielbeginn und -wiederaufnahme
Zu Beginn des Spiels führen die Mannschaftskapitäne und der Schiedsrichter einen Münzwurf durch, um zu bestimmen, wer zuerst den Abstoß ausführt. Das Spiel wird zu Beginn jeder Halbzeit und nach einem Punktgewinn mit einem Abstoß (kick-off) eröffnet bzw. wiederaufgenommen. Die im Ballbesitz befindliche Mannschaft führt vom Zentrum der Mittellinie zu diesem Zweck einen Dropkick aus, bei dem die Spieler dem Ball in die gegnerische Hälfte nachjagen, während die andere Mannschaft versucht, diesen zu erobern und weiterzuspielen. Bei einem Dropkick muss der Ball vor der Berührung mit dem Fuß vom Boden abprallen. Erreicht der Ball nicht die 10-Meter-Linie, hat die gegnerische Mannschaft zwei Möglichkeiten: Ein erneuter Abstoß des Balls oder ein Gedränge im Zentrum der Mittellinie. Keiner der Spieler der ausführenden Mannschaft darf sich vor dem Ball aufhalten, bevor er nicht gekickt wurde. Das Spiel wird mit einem drop-out fortgesetzt, wenn die angreifende Mannschaft den Ball ins gegnerische Malfeld befördert und dieser von einem Verteidiger zu Boden gebracht wird oder wenn der Ball die Malfeldauslinie überschreitet. Wird der Ball durch das gegnerische Malfeld gekickt, hat die angreifende Mannschaft auch die Möglichkeit, ein Gedränge an der Stelle zu veranstalten, wo der Ball gekickt wurde.

### Passspiel und Kicken
Der Ball darf nur seitwärts oder rückwärts gepasst werden, das Vorwärtspassen ist nicht erlaubt. Der Ball kann auf drei Arten vorwärts bewegt werden: Durch Kicken, durch einen mit dem Ball in der Hand laufenden Spieler oder in einem Gedränge bzw. Paket (maul). Nur der Spieler im Ballbesitz darf angegriffen oder umgerannt werden. Verursacht ein Spieler eine unerlaubte Vorwärtsbewegung des Balls (knock-on), wird das Spiel an der entsprechenden Stelle mit einem Gedränge fortgesetzt. Dies gilt auch, wenn die Aktion unbeabsichtigt war, beispielsweise durch Abprallen am Körper.
Jeder Spieler darf den Ball nach vorne kicken, um einen Raumgewinn zu ermöglichen. Wenn ein Spieler irgendwo im Spielfeld den Ball indirekt ins Seitenaus befördert (into touch), indem der Ball zuerst auf der Spielfläche aufspringt, wird der Einwurf dort ausgeführt, wo der Ball ins Aus gegangen ist. Kickt der Spieler den Ball innerhalb der eigenen 22-Meter-Linie direkt ins Aus (ohne vorheriges Aufspringen auf dem Spielfeld), wird der Einwurf von der gegnerischen Mannschaft an jener Stelle ausgeführt, wo der Ball ins Aus ging. Wird der Ball jedoch von einem Spieler außerhalb der eigenen 22-Meter-Linie direkt ins Aus befördert, geschieht der Einwurf auf der Höhe jener Stelle, wo der Kick ausgeführt wurde.

### Abfangen des Balls

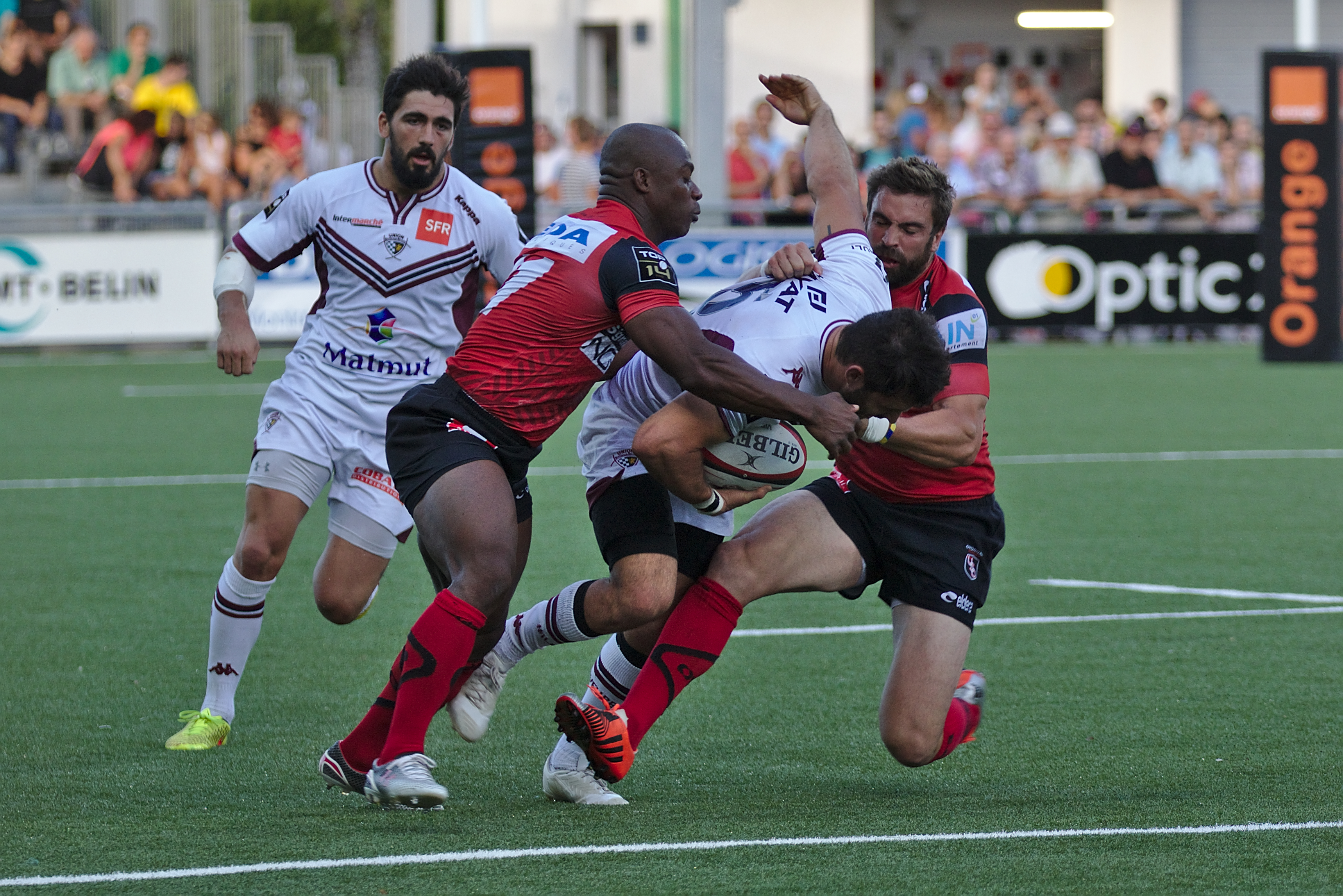
Tackling

Das Ziel der verteidigenden Mannschaft ist es, den ballführenden Spieler zu stoppen, indem sie ihn entweder zu Boden bringt (Tackling, häufig gefolgt von einem offenen Gedränge) oder um den Ballbesitz kämpft, während der Ballträger auf den Beinen ist. Ein solcher Vorgang wird als breakdown bezeichnet und unterliegt jeweils einer besonderen Regel.
Ein Spieler darf einen gegnerischen Spieler im Ballbesitz angreifen, indem er ihn festhält, während er ihn zu Boden bringt. Der Tackler darf nicht oberhalb der Schulter angreifen (Hals und Kopf sind verbotene Bereiche), und er muss versuchen, seine Arme um den angegriffenen Spieler zu schlingen, um das Tackling abzuschließen. Es ist verboten, einen Spieler mit den Füßen oder Beinen zum Stolpern zu bringen, aber die Hände dürfen benutzt werden (dies wird als tap-tackle oder ankle-tap bezeichnet). Tackler dürfen einen Gegner, der in die Höhe gesprungen ist, um einen Ball zu fangen, nicht angreifen, bevor er gelandet ist. Ein Paket (maul) entsteht, wenn ein ballführender Spieler mit einem Gegner in Kontakt gekommen ist, der Ballführende aber auf den Beinen bleibt. Sobald sich eine beliebige Kombination von mindestens drei Spielern gefunden hat, bildet sich ein Paket. Ein offenes Gedränge (ruck) ähnelt dem Paket, aber in diesem Fall ist der Ball zu Boden gegangen und mindestens drei angreifende Spieler haben sich am Boden gebunden, um den Ball zu sichern. Zwischen der eigenen 22-Meter-Linie und der Mallinie kann ein Spieler, der einen von der gegnerischen Mannschaft getretenen Ball sauber auffängt, ohne dass dieser nach dem Abstoß den Boden berührt hat, einen Freitritt für seine eigene Mannschaft fordern, indem er Mark! (markieren!) ruft.

### Standardsituationen

#### Gasse (Einwurf)

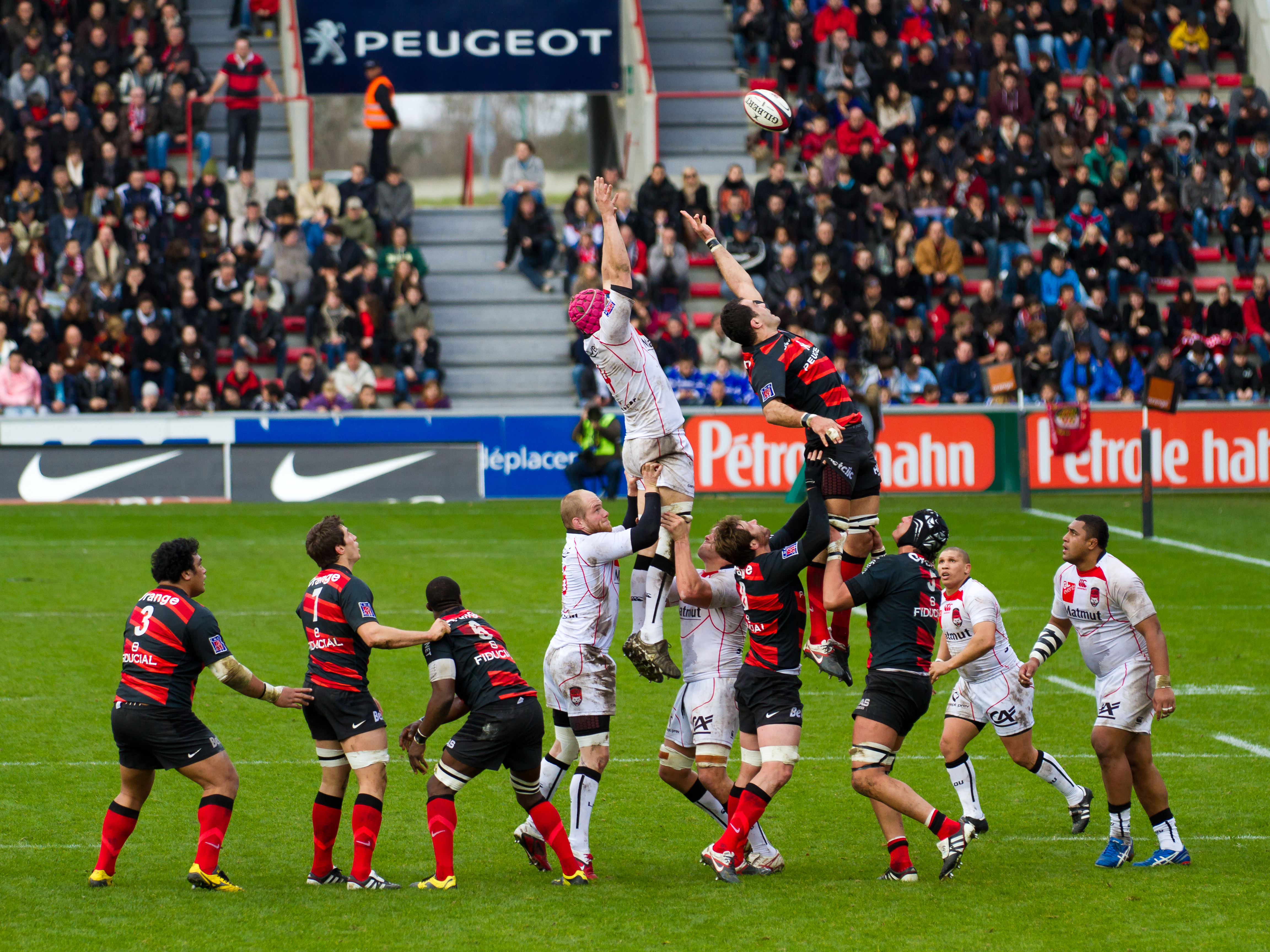
Gasse

Wenn der Ball ins Seitenaus gerät, ordnet der Schiedsrichter eine Gasse (line-out) gegen die Mannschaft an, die den Ball zuletzt berührt hat. Die Stürmer beider Mannschaften stellen sich im Abstand von einem Meter in einer Reihe auf, senkrecht zur Seitenauslinie sowie zwischen 5 und 15 Meter davon entfernt. Der Ball wird von der Seitenauslinie in die „Gasse“ zwischen den aufgereihten Stürmern geworfen und zwar von einem Spieler jener Mannschaft, die den Ball nicht ins Aus gespielt hat. Eine Ausnahme bildet der Fall, dass der Ball durch einen Straftritt ins Aus gegangen ist. Hier wirft die Mannschaft, der der Straftritt zugesprochen wurde, den Ball ein.
Beide Mannschaften versuchen den Ball zu erobern, und die Spieler dürfen zu diesem Zweck einen Mitspieler hochheben. Ein springender Spieler darf erst angegriffen werden, wenn er wieder steht. Dabei ist nur ein Kontakt von Schulter zu Schulter erlaubt; ein absichtlicher Verstoß gegen diese Regel gilt als gefährliches Spiel und führt zu einem Straftritt.

#### Gedränge

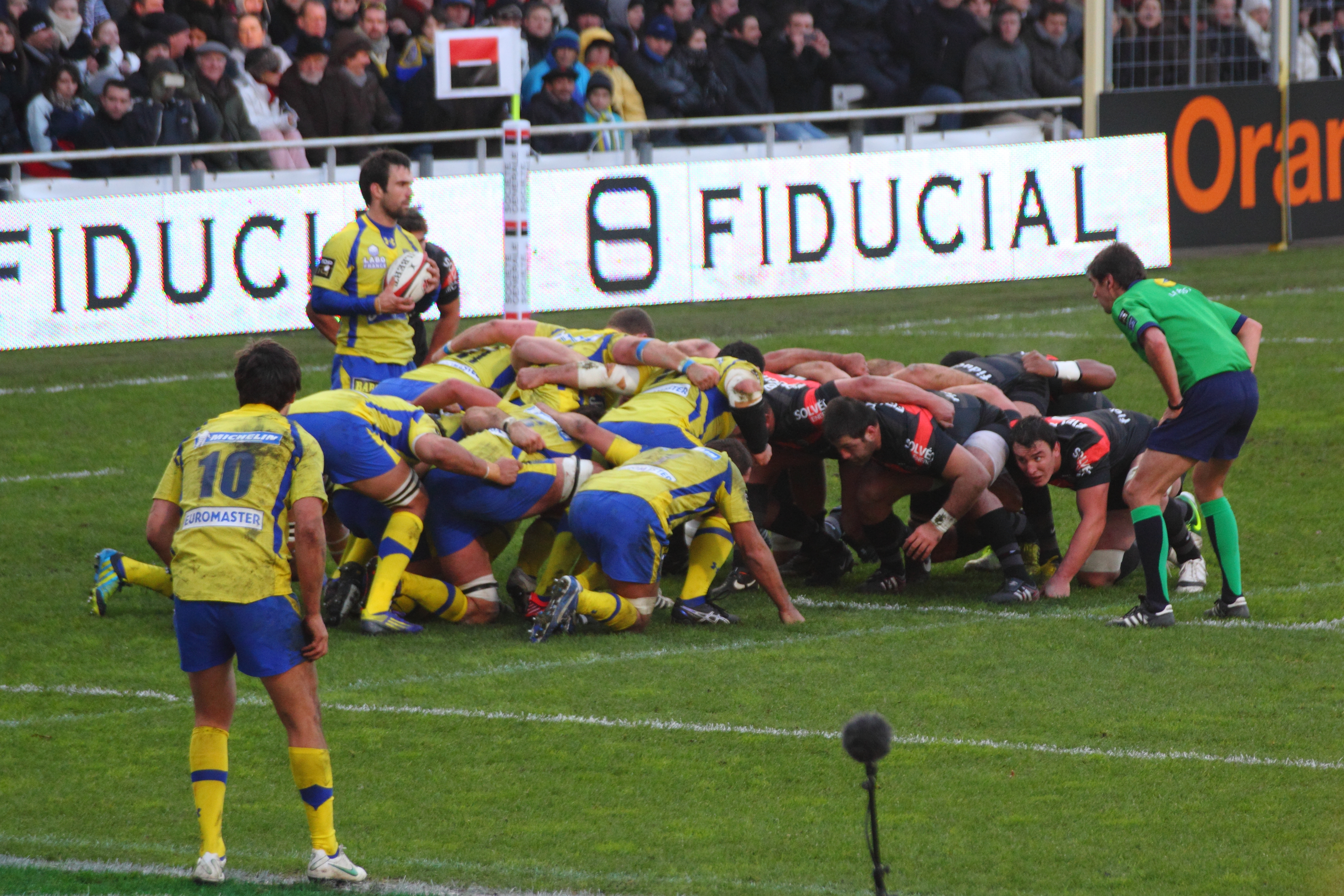
Gedränge

Ein Gedränge (scrum) ist eine Möglichkeit, das Spiel nach einem geringfügigen Verstoß sicher und fair fortzusetzen. Es wird gewährt, wenn der Ball nach vorne geschlagen oder gepasst wurde, wenn ein Spieler den Ball über seine eigene Mallinie bringt und ablegt, wenn ein Spieler im Abseits (offside) steht oder wenn der Ball in einem offenen Gedränge oder Paket gefangen ist und keine realistische Chance besteht, ihn zurückzubekommen. Eine Mannschaft kann sich auch für ein Gedränge entscheiden, wenn ihr ein Straftritt zugesprochen wird.
Ein Gedränge wird gebildet, indem die acht Stürmer jeder Mannschaft in die Hocke gehen und sich in drei Reihen zusammenschließen, bevor sie sich mit der gegnerischen Mannschaft verzahnen. Die erste Reihe jeder Mannschaft besteht aus zwei Pfeilern beidseits des Haklers. Die zweite Reihe besteht aus je zwei Zweite-Reihe-Stürmen und Flügelstürmen. Zuhinterst steht die Nummer 8. Diese Aufstellung wird als 3-4-1-Formation bezeichnet.
Sobald sich ein Gedränge gebildet hat, wirft der Gedrängehalb jener Mannschaft, der das Zuspiel zugesprochen wurde, den Ball in die Lücke zwischen den beiden vorderen Reihen, den so genannten „Tunnel“. Die beiden Hakler kämpfen dann um den Ballbesitz, indem sie den Ball mit den Füßen nach hinten hakeln, während beide Teams versuchen, den Gegner nach hinten zu drängen, um den Ball zu erobern. Die Mannschaft, die in Ballbesitz gelangt, kann entweder den Ball unter ihren Füßen behalten und die gegnerische Mannschaft weiter zurückdrängen, um Raumgewinn zu erzielen, oder den Ball in den hinteren Teil des Gedränges bringen, wo er von der Nummer 8 oder dem Gedrängehalb aufgenommen wird.

## Spieloffizielle
Es gibt drei Spieloffizielle, den Schiedsrichter (referee) auf der Spielfläche und zwei Assistenten an den Seitenauslinien. Letztere hatten früher in erster Linie die Aufgabe, anzuzeigen, wenn der Ball ins Aus ging. Von daher stammt ihre Bezeichnung touch judge. Ihre Rolle ist erweitert worden und sie unterstützen den Schiedsrichter in verschiedenen Bereichen, beispielsweise beim Anzeigen von Fouls und Abseitspositionen. Von den Spielern wird erwartet, dass sie die Entscheidungen des Schiedsrichters mit Respekt hinnehmen. Unhöflichkeit, Widerspruch und Rudelbildung, wie sie in anderen Sportarten vorkommen, sind verpönt und werden konsequent mit Strafen geahndet, bis hin zum Spielausschluss. Nur der Mannschaftskapitän darf den Schiedsrichter ansprechen; der Schiedsrichter kann ihm die Art des Regelverstoßes erklären, ist aber nicht dazu verpflichtet. Insbesondere beim Gedränge und beim Paket achtet der Schiedsrichter auf die korrekte Ausführung und gibt den Spielern entsprechende Anweisungen.
In der Frühzeit des Rugbyspiels gab es noch keine Schiedsrichter. Stattdessen trafen sich die Mannschaftskapitäne vor Spielbeginn und einigten sich auf die Regeln, auf deren Einhaltung sie während des Spiels achteten. Ab 1875 bestand die optionale Möglichkeit, einen Obmann (umpire) beizuziehen. Schiedsrichter waren erst ab 1885 vorgeschrieben, Linienrichter ab 1893.

### Schiedsrichter

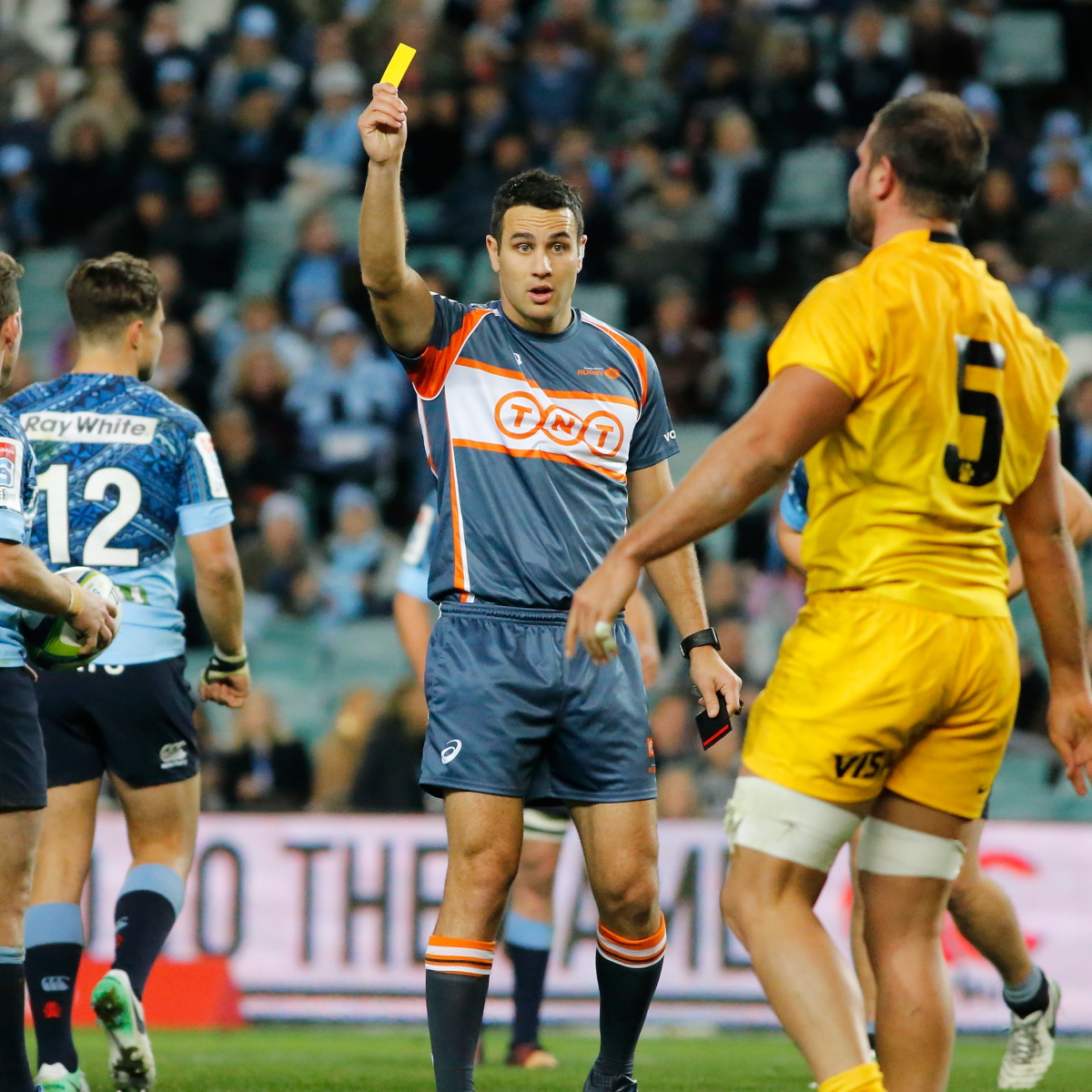
Ein Schiedsrichter spricht eine 10-Minuten-Zeitstrafe aus

Rugby-Union-Schiedsrichter sind mit verschiedenen Gegenständen ausgerüstet. Vorgeschrieben sind:
- eine Münze zur Ausführung des Münzwurfs vor Spielbeginn;
- eine Pfeife zur Anzeige bestimmter Vorgänge während des Spiels;
- eine rote Karte und eine gelbe Karte zur Anzeige von Strafen;
- eine Uhr (in einigen Situationen, beispielsweise bei Profispielen, können auch offizielle Zeitnehmer eingesetzt werden, doch müssen die Schiedsrichter die Zeit selbst stoppen);
- eine scorecard, auf der das Ergebnis festgehalten wird.

Viele Verbände verlangen von den Schiedsrichtern das Tragen einer bestimmten Uniform, damit sie leicht zu erkennen sind und den jeweiligen Sponsor unterstützen. Diese Uniformen werden in der Regel so gewählt, dass sie sich von den spielenden Mannschaften abheben, damit der Ball nicht versehentlich an einen Schiedsrichter weitergegeben wird. Die Uniformen bestehen in der Regel aus einem Trikot, einer kurzen Hose und Stutzen. Bei Spielen auf hohem Niveau müssen auch die anderen Offiziellen eine Uniform tragen. Viele Verbände verlangen von ihren Schiedsrichtern das Tragen spezifischer Rugbyschuhe, damit sie sich auf dem Spielfeld schnell und agil bewegen können. Einige Verbände erlauben alternativ auch die Verwendung von Laufschuhen. Kommunikationsgeräte (üblicherweise ein kabelloses Headset) können zur Verständigung zwischen den Offiziellen eingesetzt werden. Sie werden auch häufig bei im Fernsehen übertragenen Spielen eingesetzt, damit die Zuschauer hören können, was passiert.
Vor dem Spiel muss der Schiedsrichter das Spielfeld überprüfen, um sicherzustellen, dass es sicher bespielbar ist und allen Vorschriften entspricht. Dazu gehört die Überprüfung der Flaggen, Pfosten, Linien und Polster. Er muss auch die Kleidung der Spieler und die Stollen an ihren Schuhen überprüfen, um sicherzustellen, dass sie den Vorschriften entsprechen. Ein Schiedsrichter kann diese Aufgabe an einen seiner Assistenten delegieren. In einigen Verbänden umfasst dies auch die Kontrolle des Mundschutzes. Mit den Spielern der vorderen Reihe beider Mannschaften bespricht der Schiedsrichter, wie sie das Gedränge sicher durchführen können.
Während des Spiels ist der Schiedsrichter der alleinige Beurteiler von Fakten und Regeln. Dabei ist er verpflichtet, in jedem Spiel alle Spielregeln fair anzuwenden. Er stoppt die Zeit und hält das Ergebnis fest. Er erlaubt den Spielern, das Spielfeld zu verlassen und den Auswechselspielern, das Spielfeld zu betreten. Ebenfalls die Erlaubnis zum Betreten des Spielfelds gewährt er Ärzten, deren Assistenten, Wasserträgern sowie Personen, die das tee zur Ausführung von Straftritten und Erhöhungen bringen; zusätzlich dürfen die Trainer beider Mannschaften während der Halbzeitpause das Spielfeld betreten, um den Spielern Anweisungen zu geben. Der Schiedsrichter sorgt für die Sicherheit der Spieler, indem er auf Blutspuren und Verletzungen achtet sowie die Kleidung weiterhin den Vorschriften entspricht.
Fällt der Schiedsrichter eine Entscheidung, muss er diese durch einen Pfiff und ein Handzeichen anzeigen. Die Hauptsignale beziehen sich auf die Entscheidung, die getroffen wird, zum Beispiel, ob ein Gedränge oder eine Strafe verhängt wird. Sekundäre Signale beziehen sich darauf, warum die Entscheidung getroffen wird. Es gibt auch Signale für Zeitunterbrechungen, Auswechslungen und Tritte auf die Malstangen, um sicherzustellen, dass jeder weiß, was gerade passiert. Nach dem Abpfiff muss der Schiedsrichter beiden Mannschaften und dem Organisator das offizielle Ergebnis mitteilen. Dazu gehört häufig das Unterschreiben eines Formulars mit dem Ergebnis, das an den für das Spiel zuständigen Verband geschickt wird. Wurde ein Spieler des Feldes verwiesen oder vorübergehend gesperrt, muss der Schiedsrichter dem zuständigen Verband einen Bericht vorlegen.

### Schiedsrichterassistenten

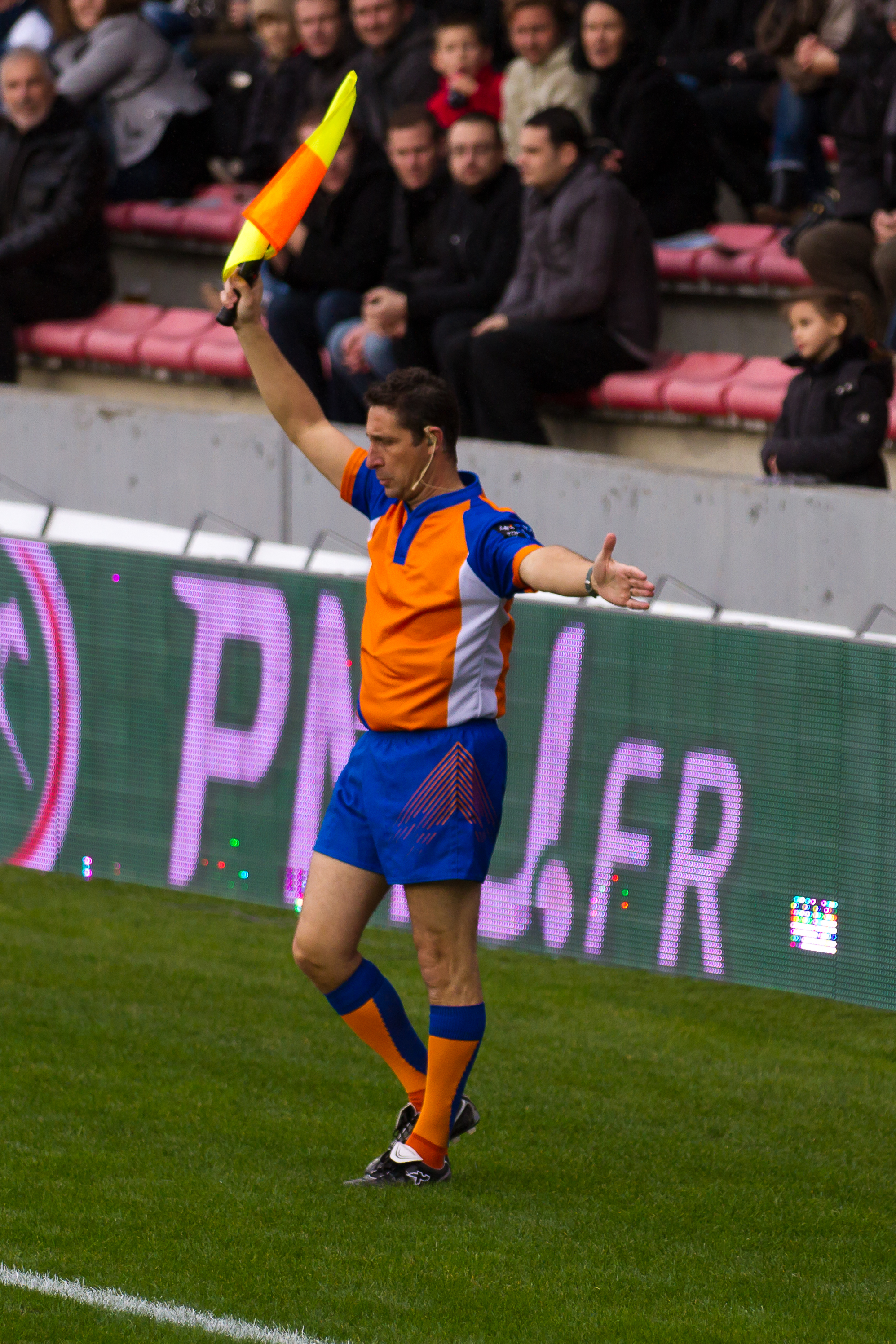
Ein Assistent gibt ein Seitenaus an

Die beiden Schiedsrichterassistenten werden von dem für das Spiel zuständigen Verband ernannt, wobei es sich häufig selbst um qualifizierte Schiedsrichter handelt. Sie tragen eine Fahne mit sich, mit der sie dem Schiedsrichter, den Spielern und den Zuschauern bestimmte Dinge signalisieren. Dazu gehören das Anzeigen eines erfolgreichen Tritts auf die Malstangen, wenn der Ball oder ein ballführender Spieler das Spielfeld verlässt sowie welche Mannschaft den Einwurf ausführt. Sie müssen auch die Fahne hochhalten, wenn die falsche Mannschaft den Ball eingeworfen hat, der falsche Ball bei einem schnellen Einwurf benutzt wird, der Ball von einer anderen Person als dem einwerfenden Spieler berührt wurde und wenn sich der Fuß oder ein Teil des Fußes des einwerfenden Spielers im Spielfeld befindet. In manchen Ligen können die beteiligten Mannschaften zusätzliche Linienrichter stellen; ihre Aufgabe beschränkt sich darauf, ein Seitenaus anzuzeigen.
Zu den bereits genannten Aufgaben kommen weitere hinzu. Dazu gehören die Meldung eines Foulspiels an den Schiedsrichter und eine Stellungnahme zur Sanktionierung des Vorfalls. Er kann vom Schiedsrichter befragt werden, ob ein gelegter Versuch gültig ist; auch bei anderen Situationen kann er zu Rate gezogen werden. Er kann auch beauftragt werden, die Auswechslungen zu kontrollieren und den Schiedsrichter ersetzen, sollte sich dieser verletzt haben. Die einzige Aufgabe eines Schiedsrichterassistenten nach dem Spiel besteht darin, einen schriftlichen Bericht zu verfassen, der an den Schiedsrichter und anschließend an den für das Spiel zuständigen Verband geschickt wird. Der Bericht ist nur dann erforderlich, wenn ein Spieler des Feldes verwiesen oder vorübergehend gesperrt wurde.

### Videoschiedsrichter
Bei Spielen in hochklassigen Wettbewerben wird häufig ein zusätzlicher Videoschiedsrichter (television match official oder kurz TMO) eingesetzt, der mit dem Schiedsrichter über Funk verbunden ist. Er kann ihn bei umstrittenen Szenen in der Entscheidungsfindung unterstützen oder ihn auf begangene Fouls hinweisen. Bei Spielen auf niedrigerem Niveau, bei denen kein TMO ernannt wurde, darf der Schiedsrichter keine Videoausrüstung zur Unterstützung einer Entscheidung verwenden. Ebenso wenig darf er Aufzeichnungen von Trainern oder Zuschauern konsultieren (diese dürfen jedoch zu einer Disziplinaranhörung nach dem Spiel zugelassen werden).

## Regelverstöße
Bei einem geringfügigen Regelverstoß erhält die Mannschaft, die das Vergehen nicht begangen hat, ein Gedränge oder einen Freitritt zugesprochen. Bei schwerwiegenderen Vergehen verhängt der Schiedsrichter einen Straftritt (penalty kick). Wenn die Mannschaft, die das Vergehen nicht begangen hat, einen Vorteil erlangt, kann der Schiedsrichter das Spiel fortsetzen. Der Schiedsrichter hat einen weiten Ermessensspielraum bei der Entscheidung, ob ein Vorteil vorliegt, wobei ein Vorteil durch einen Straftritt größer sein muss als durch ein Gedränge. Wird kein Vorteil erlangt, wird das Spiel an der Stelle fortgesetzt, wo der Verstoß begangen wurde. Der Straftritt oder Freitritt wird an der Stelle ausgeführt, an der sich der Regelverstoß ereignet hat, oder um fünf Meter verschoben, wenn er sich in der Nähe der Mallinie befindet. Der Ball kann in jede beliebige Richtung gekickt und von der Person, die ihn gekickt hat, erneut gespielt werden. Der Rest der Mannschaft muss hinter dem Kicker bleiben, bis der Ball gekickt wurde. Währenddessen muss sich die gegnerische Mannschaft zehn Meter oder bis zu ihrer Mallinie zurückziehen.
Straftritte werden verhängt, wenn ein Spieler im Abseits steht, in ein Foulspiel verwickelt ist, bei einem Tackling, einem offenen Gedränge oder einem Paket verletzt wird oder an gefährlichem Spiel im Gedränge oder beim Gasseneinwurf beteiligt ist. Ein Foulspiel ist ein absichtliches oder wiederholtes Vergehen, das Werfen des Balls ins Aus, die Behinderung des Gegners oder ein Fehlverhalten. Beispiele für Fehlverhalten sind Schlagen, Stoßen, Treten oder Stolpern von Spielern, illegale Tacklings und Kontakt mit Spielern, nachdem diese den Ball getreten haben. Gefährliches Spiel beim Gasseneinwurf ist das Stoßen, Angreifen, Behindern oder Aushebeln eines Gegners. Gefährliches Spiel im Gedränge ist das Angreifen von Gegnern, die nicht korrekt an den Gegner gebunden sind, das Schwingen des Haklers (der mit beiden Füßen nach dem Ball tritt), das Drehen, Runterdrücken oder Anheben eines Gegners, der zusammenbricht. Weitere Verstöße, die zu Straftritten führen, sind: Zu viele Spieler auf dem Feld, das Tragen unerlaubter Kleidung, das absichtliche Werfen des Balls ins Aus, das absichtliche Abprallenlassen des Balls nach vorne, die Nichtfreigabe des Balls bei Berührung, falsche Spieler im Gedränge, das Schlagen im Gedränge und das Treten des Balls durch den Gedrängehalb im Gedränge.
Der Schiedsrichter kann das Fehlverhalten eines Spielers mit einer Disziplinarkarte ahnden. Eine gelbe Karte bedeutet eine Verwarnung, eine rote Karte bedeutet, dass ein Spieler dauerhaft des Feldes verwiesen wird. Verwarnt werden kann ein Spieler eines Fouls oder gefährlichen Verhaltens, wegen wiederholter Verstöße gegen dieselbe Regel oder wegen eines absichtlichen Verstoßes, um den Gegner daran zu hindern, einen entscheidenden Vorteil zu erlangen. Ein Spieler, der eine Verwarnung erhält, wird vorübergehend für zehn Minuten vom Spiel ausgeschlossen. Begeht derselbe Spieler anschließend ein weiteres verwarnungswürdiges Vergehen, wird er für den Rest des Spiels des Feldes verwiesen. Für ein schweres Foulspiel kann ein Spieler auch ohne vorherige Verwarnung dauerhaft des Feldes verwiesen werden. Freitritte werden für technische Vergehen vergeben, die keine Strafe rechtfertigen. Dazu gehören Zeitschinden, das Überschreiten der 22-Meter-Linie während des gegnerischen Abstoßes, das Eindringen in ein offenes Gedränge mit dem Kopf unterhalb der Hüfte, das Zurückspielen des Balls in einen offenen Gedränge oder Paket, das Vortäuschen des Abräumens des Balls aus einem offenen Gedränge oder Paket sowie das Verhindern des Einwerfens des Balls bei einem schnellen Gasseneinwurf. Zahlreiche Verstöße betreffen die inkorrekte Ausführung eines Gasseneinwurfs oder Gedränges und werden ebenfalls mit Freitritten geahndet.
Wenn eine Mannschaft einen Straftritt zugesprochen bekommt, kann sie wählen, ob sie auf die Malstangen tritt oder mit dem Ball einen Raumgewinn erzielen will. Freitritte sind ähnlich, mit dem Unterschied, dass kein Schuss auf die Malstangen abgegeben werden darf und dass die ausführende Mannschaft bei der anschließenden Gasse keinen Wurf erhält, wenn der Ball ins Seitenaus gekickt wird. Bei einem Freitritt, der direkt ins Seitenaus gekickt wird, gibt es ebenfalls keinen Raumgewinn, es sei denn, der Freitritt wurde hinter der 22-Meter-Linie der ballführenden Mannschaft ausgeführt. Die gegnerischen Spieler können auch versuchen, einen Freitritt zu blockieren, sobald der Kicker eine Bewegung zum Ball hin macht. Der Mannschaftskapitän kann immer entscheiden, ob seine Mannschaft nach einem zugesprochenen Frei- oder Straftritt ein Gedränge durchführen soll.
Gelegentlich werden Regelverstöße während des Spiels vom Schiedsrichter, seinen Assistenten oder dem TMO nicht bemerkt. Spieler können dann nachträglich durch einen unabhängigen, vom Veranstalter ernannten Kommissär „zitiert“ und mit Strafen belegt werden – bis hin zu mehrwöchigen Sperren.

## Ersetzungen und Auswechslungen
Während des Spiels können Spieler ersetzt (bei Verletzungen) oder ausgewechselt werden (aus taktischen Gründen). Ein ausgewechselter Spieler darf nur dann wieder am Spiel teilnehmen, wenn er vorübergehend ausgewechselt wurde, um eine Blutung zu stillen. Ein ausgewechselter Spieler darf vorübergehend zurückkehren, um einen Spieler zu ersetzen, der eine blutende Wunde oder eine Gehirnerschütterung erlitten hat, oder dauerhaft, wenn er einen Stürmer der ersten Reihe ersetzt. Bei internationalen Spielen sind acht Auswechselspieler erlaubt; ansonsten bestimmt der Veranstalter die Anzahl der Auswechselspieler nach freiem Ermessen (möglich sind bis zu acht). Von diesen müssen drei ausreichend ausgebildet und erfahren sein, um die drei Positionen in der ersten Reihe zu besetzen.

## Änderungen der Regeln
Die World-Rugby-Vereinigung veröffentlicht Änderungen der Regeln. Die Änderungen betreffen meist zwei Bereiche: die Sicherheit der Spieler und den Ablauf des Spiels. Ein Beispiel für eine Regeländerung zur Vermeidung von Verletzungen der Spieler ist das Verbot des High Tackles, also den Zugriff auf Hals oder Kopf. Er wurde im Februar 2011 unter dem Titel Dangerous tackles (high tackles) veröffentlicht. 2023 wurde die Regel zur Wiederholung des Gedränges modifiziert. Der Schiedsrichter kann schon beim ersten zusammengebrochenen Gedränge entscheiden, einer Mannschaft einen Freistoß zuzusprechen. Dadurch wird die oft langwierige Wiederholung des Gedränges vermieden.